# La próxima estación
Pour les articles homonymes, voir Estacion.
Pour plus de détails, voir Fiche technique et Distribution.
La próxima estación est un film documentaire argentin réalisé par Fernando Solanas, sorti en 2008.

## Synopsis
Le documentaire relate l'histoire du transport ferroviaire en Argentine depuis 1857 et l'inauguration de la première ligne ferroviaire, jusqu'à la crise du système dans les années 2000, consécutive à la privatisation du rail effectuée la décennie précédente sous la présidence de Carlos Menem. 

## Fiche technique
- Titre français : La próxima estación
- Réalisation et scénario : Fernando Solanas
- Pays d'origine : Argentine
- Format : Couleurs - 35 mm - Dolby Digital
- Genre : documentaire
- Durée : 115 minutes
- Date de sortie :
  - Argentine : 4 septembre 2008